# Sabina Jacobsen
Sabina Rosengren Jacobsen (nascida em 24 de março de 1989) é uma jogadora sueca de handebol que integrou a seleção sueca nos Jogos Olímpicos de Verão de 2016 no Rio de Janeiro, obtendo a sétima posição. Joga na posição de armadora esquerda e desde 2014 defende o clube Midtjylland Håndbold. Disputou pela Suécia o Campeonato Europeu de Handebol Feminino de 2010 e chegou à final, conquistando a medalha de prata.

## Outras conquistas
- Trofeul Carpati:
  - Campeã: 2015